# Gladiators beider Basel
Die Gladiators beider Basel sind ein American-Football-Club in Basel, der im Jahre 2001 neu gegründet wurde und aus der Fusion der Basilisk Meanmachine und der Pratteln Gladiators entstand. Die Gladiators sind Mitglied im Schweizerischen American Football Verband und spielen seit dem Wiederaufstieg in der Saison 2009 ununterbrochen in der Nationalliga A.

## Geschichte

### Gründung als Raurica Gladiators und erste Jahre als Pratteln Gladiators
Offiziell beim Verband (SAFV) gemeldet sind die Gladiators seit 1990. Die 1989 gegründeten Raurica Gladiators gelten als Ursprungsverein der heutigen Gladiators beider Basel. Ursprünglicher Gründungsort war Kaiseraugst im Kanton Aargau an der Grenze zum Kanton Baselland. Bereits 1990 wurde der Vereinssitz nach Pratteln verlegt und die erste Teilnahme in der Nationalliga B unter dem Namen Pratteln Gladiators erfolgte. In den ersten Jahren mussten die Gladiators zuerst etwas Fuss auf nationalem Footballniveau fassen. Der Verein belegte somit zum jeweiligen Saisonende in den Jahren 1991 bis 1993 Positionen im Mittelfeld der Tabelle. Mit der 1994 neu eingeführten Einheitsliga des SAFV entschieden sich die Gladiators für einen freiwilligen Abstieg in die damalige Aufbauliga. Bereits in der zweiten Saison der Aufbauliga (1995) konnte die Liga gewonnen werden. 1996 wurden die Schweizer Ligen erneut neu aufgeteilt, dieses Mal in NLA, NLB und NLC, wobei NLA die höchste der drei Spielklassen ist. Die Gladiators stiegen hier in der NLB ein, wobei Ende Saison die Liga gewonnen werden konnte, der Aufstieg aber nicht gelang. Nach einer weiteren durchschnittlichen Saison in der NLB gelang 1998 der erstmalige Aufstieg in die NLA. In der Saison 1999 wurde der direkte Abstieg gleich wieder Tatsache, doch nur ein Jahr später (2000) gelang der erneute Aufstieg in die NLA.

### Fusion und erster Auftritt als Gladiators beider Basel
Am 20. November 2001 fusionierten die Pratteln Gladiators mit den Basilisk Meanmachine (Swiss Bowls Sieger 1993 und 1994) und nannten sich neu AFC Gladiators beider Basel. Bis ins Jahr 2007 konnten die Gladiators von sich überzeugen und fanden sich Jahr für Jahr in der oberen Tabellenhälfte wieder. In den Jahren 2001 und 2003 konnte sogar zweimal der Swiss Bowl erreicht werden. Die beiden Spiele gingen jedoch gegen die Zurich Renegades (2001, Endstand 27:14) und die Landquart Broncos (2003, Endstand 24:22) verloren. Im Jahr 2008 konnte nur ein einziges Spiel in der NLA gewonnen werden. Der einzige Saisonsieg auswärts gegen die Bern Grizzlies reichte nicht aus und die Gladiators stiegen Ende Saison ab.

### Wiederaufstieg, Swiss-Bowl-Champion und konstante Jahre in der NLA
Nach dem Abstieg in die NLB konnte 2009 der direkte Wiederaufstieg in die NLA realisiert werden. Im NLB-Final gewannen die Gladiators gegen die Bienna Jets mit 42:14. Das Jahr in der NLB und der Wiederaufstieg beflügelte die Mannschaft aus Basel regelrecht und die Gladiators konnten sich in der Folge als Spitzenteam etablieren. In den Jahren 2010 bis 2014 erreichten die Gladiators fünf Mal in Folge den Swiss-Bowl. Gegner war jedes Mal das Team aus Chur, die Calanda Broncos. Nach vier Swiss-Bowl-Niederlagen in Serie (Ergebnisse: 49:07, 65:33, 56:14 und 46:41) gelang 2014 der grösste Triumph der Vereinsgeschichte. Die Gladiators gewannen den Swiss Bowl XXIX mit 47:35. In den darauf folgenden Jahren konnte einzig 2017 ein weiteres Mal der Swiss Bowl erreicht werden, das Spiel ging abermals gegen die Broncos verloren (Endstand: 6:42).

### Corona-Pandemie, Absage der NLA und Teilnahme am Herbstcup
Aufgrund der COVID-19-Pandemie wurde die reguläre Saison 2020 nicht abgehalten oder zumindest in veränderter Form. Die Teams der NLA und NLB spielten einen sogenannten Fall Cup aus (die Teams der NLC separat). Die Gladiators meldeten sich für den Fall Cup an und konnten ihre Gruppe bestehend aus den Luzern Lions, Thun Tigers und Zurich Renegades mit fünf Siegen und einer Niederlage gewinnen. Im Halbfinale unterlag man jedoch zuhause in Basel den Winterthur Warriors mit einem Endstand von 9:35.

## Erfolge
Firstteam (Seniors):
- Swiss Bowl Champion: 2014
- Swiss Bowl Teilnahmen: 2001, 2003, 2010, 2011, 2012, 2013, 2017

Weitere Teams der Gladiators:
- Junioren (U19) Meister: 2001, 2002, 2003, 2007, 2008, 2016

## Teams
- Seniors (Tacklefootball)
- Juniors (U19-Tacklefootball)
- Flag Football NFFL Liga B
- Flag Football U16
- Flag Football U13